# Madonna col Bambino benedicente (Pinturicchio)
La Madonna col Bambino benedicente è un dipinto a olio su tavola (53,5x35,5 cm) di Pinturicchio, databile al 1480 circa e conservato nella National Gallery (Londra) di Londra.

## Storia
Non si conosce la collocazione originale dell'opera, che comparve sul mercato antiquario parigino nel 1815. Dopo vari passaggi, venne regalato nel 1863 alla Regina Vittoria dal Principe consorte. Il dipinto è in genere considerato autografo del maestro, sebbene presenti numerose ridipinture.
Dallo stesso modello venne fatta anche una Madonna oggi alla Pinacoteca comunale di Trevi, forse opera di bottega, che è però non finita.

## Descrizione e stile
Il dipinto mostra la Madonna a mezza figura che tiene il Bambino in piedi su una balaustra coperta da un esotico tappeto, secondo una tipologia fiamminga. Alle Fiandre rimanda anche l'espediente della finta cornice centinata, con lo stemma non identificato del committente, che si apre come una finestra nel paesaggio luminoso, con effetti di prospettiva aerea tipici della scuola umbra. Vi si riconoscono un lago e una città tra monti punteggiati di alberelli esili e frondosi.
Maria, che tiene in mano un nastro, ha un ampio manto azzurro che sporge oltre il brodo del parapetto, e una veste rossa dal panneggio spigoloso e illuminato incisivamente. Il Bambino ha una veste trasparente, che scosta con le sue stesse manine, e una collanina legata al collo. La capigliatura è riccia e fluente, tipica del Pinturicchio che proprio in quegli anni abbandonò l'iconografia con la cuffietta bordata di perle derivata dall'esempio di Fiorenzo di Lorenzo.
Numerosi sono quindi gli elementi piacevoli e decorativi, oltre alla dolcezza del soggetto principale, che doveavano essere graditi alla committenza, probabilmente una famiglia privata, a cui spesso erano destinate opere devozionali di queste dimensioni. L'impostazione frontale e il solenne plasticismo rimanda all'esempio toscano, filtrato da pittori umbri quali Perugino e lo stesso Fiorenzo di Lorenzo.